# Middridge Grange
Middridge Grange var en civil parish från 1866 till 1937 då den blev en del av Heighington och Shildon, i grevskapet Durham, i England. Civil parish var belägen 17 km från Durham och hade 64 invånare år 1931.